# Annie Kusters
Annie Thissen-Kusters (Geleen, 22 mei 1939 – Weert, 18 februari 2021) is een voormalige Nederlands handbalspeelster.

## Biografie
Kusters werd op twaalf jarige leeftijd lid van de handbalvereniging Vlug en Lenig in Geleen en speelde al op haar veertiende in het eerste team. In 1957 debuteerde zij als veldhandbalster voor het Nederlands team.
In de periode dat Kusters in Geleen handbalde werkte ze in de bakkerij van haar vader en als broodbezorgster in de wijk.
In 1962 maakte Annie Kusters de overstap naar de handbalvereniging Swift Roermond dat zich op het steeds meer aan populariteit winnende zaalhandbal richtte. Hier kwam zij onder leiding van de succescoach Jo Gerris te staan en onder zijn leiding behaalde Kusters met Swift negen landstitels en diverse Europese successen. Haar specialiteit was het ruggelingse draaischot.
In 1974 beëindigde Annie Thissen-Kusters haar handbal carrière. In 1980 jaar verhuisde Annie Thissen-Kusters met haar man in verband met zijn werk naar Zellik nabij Brussel. Daar werd ze trainster en coach van het eerste damesteam van Avanti Femina Lebbeke waarmee ze in 1983 landskampioen werd. Van 1983-1989 werd zij speelster, trainster en coach van het eerste damesteam van Vlug en Lenig en legde de basis voor de latere Nederlandse kampioenschappen van dit team in 1987 en 1990.

## Privé
Annie Kusters trouwde in 1965 met Fons Thissen. Thissen was speler, trainer en bestuurslid, voorzitter, van Swift Roermond.